# Tarek bin Laden
Tarek bin Laden (* 1947; vollständiger Name Tarek bin Mohammed bin ʿAwad bin Laden; arabisch طارق بن لادن, DMG Ṭāriq b. Lādin) ist ein Halbbruder von Osama bin Laden, ein bedeutendes Mitglied der saudi-arabischen Wirtschaftswelt und milliardenschwerer Unternehmer.
In den 1990ern war er führendes Mitglied der International Islamic Relief Organization, die von den Vereinten Nationen als terrororganisationennah eingestuft wird.